# Saint-Nazaire-de-Pézan
Saint-Nazaire-de-Pézan è un comune francese di 578 abitanti situato nel dipartimento dell'Hérault nella regione dell'Occitania.

## Storia

### Simboli
Lo stemma comunale, adottato nel 2011, si blasona:
I rocchi sono ripresi dal blasone dei De Rochemore (d'azzurro, a tre rocchi d'argento), antica famiglia nobile della Linguadoca; l'immagine di san Nazario è quella visibile sulla vetrata della chiesa cittadina; le canne rappresentano le paludi presenti nella zona.

## Società

### Evoluzione demografica
Abitanti censiti